# The Rapture
The Rapture – amerykański zespół indierockowy z Nowego Jorku tworzący muzykę z pogranicza post punka, dance-punka, acid house'u, disco, muzyki elektronicznej i rock and rolla. Pierwsze wydawnictwa grupy uważa się za zapowiedź revivalu post-punka w okresie po 2000 roku.
Zespół został założony w 1998 roku przez perkusistę Vito Roccofortego oraz gitarzystę i wokalistę Luke'a Jennera. W 2001 roku The Rapture wydali EP-kę Out of the Races and Onto the Tracks. W 2003 roku na rynek trafił debiutancki album Echoes. Druga płyta długogrająca zespołu Pieces of the People We Love została wydana we wrześniu 2006 roku. Producentami longplaya są Paul Epworth, Ewan Pearson oraz DJ Danger Mouse (z duetu Gnarls Barkley).

## Skład
- Luke Jenner – wokale, gitara
- Vito Roccoforte – perkusja
- Matt Safer – wokale, bas
- Gabriel Andruzzi – różne instrumenty

## Dyskografia
- Mirror (1999, EP)
- Echoes (2003)
- Pieces of the People We Love (2006)
- In The Grace of Your Love (2011)

Single
- The Chair That Squeaks – 1998,
- Mirror (Mini-LP) – 1999,
- Out of the Races and Onto the Tracks (EP) – 2001,
- House of Jealous Lovers – 2002,
- Killing/Give Me Every Little Thing (The Rapture/Juan Maclean Split) – 2003,
- House of Jealous Lovers (reedycja) – 2003,
- Love Is All – 2004, UK #38,
- Sister Saviour – 2004,
- Get Myself Into It – 2006, UK #36.